# 이현경의 뮤직토피아
《이현경의 뮤직토피아》는 이현경의 진행으로 SBS 러브FM에서 방송되는 라디오 프로그램이다. 2000년부터 2005년까지 방송되었으나 윤지영의 라디오 8090 신설로 폐지되었다가 2010년 SBS 라디오 가을 개편으로 2010년 11월 1일부터 다시 부활하여 5년만에 방송되고 있으나, 2023년 11월 30일 끝으로 23년 만에 프로그램이 폐지된다.

## 역대 진행자
- 1대 김소원 : 2000년 4월 1일 ~ 2003년 7월 8일
- 2대 김지연 : 2003년 7월 9일 ~ 2005년 9월 15일, 2010년 11월 1일 ~ 2012년 1월 1일
- 3, 5대 이현경 : 2012년 1월 2일 ~ 2013년 8월 31일/2014년 7월 14일 ~ 2023년 11월 30일
- 4대 정미선 : 2013년 9월 1일 ~ 2014년 7월 13일

## 코너

### 매일 코너
- 새벽, 당신에게
- 오늘의 명대사
- 별똥별 퀴즈 (비정기)

### 요일 코너
- 현디의 음악다방 (토,일)

## 비고
매달 마지막 주 월요일은 더 나은 방송수신을 위해 SBS 일산 송신소와 관악산 송신소와 이천 중계소, KNN 황령산 송신소와 양산 중계소와 기장/정관 중계소와 불모산 중계소와 장군대산 중계소의 방송장비 점검으로 인한 계획정파로 새벽 2시부터 새벽 5시까지 방송되지 않는다. (뮤직토피아, 생생가요)